# Table Tennis
Table Tennis Er et spil som Rockstar Games har udviklet til Xbox 360 og Wii.
Spillet er bl.a. kendt for at køre på Rockstars RAGE-Engine
| computerspil | Spire Denne computerspilsrelaterede artikel er en spire som bør udbygges. Du er velkommen til at hjælpe Wikipedia ved at udvide den. |